# Hawaï van A tot Z

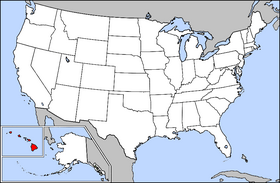
Locatie van Hawaï

## A
Aanval op Pearl Harbor - Neil Abercrombie - Daniel Akaka - Akebono - Alaa - Aliiolani Hale - Aloha (groet) - Aloha 'Oe - Aloha Airlines - Aloha Stadium - Aloha Tower - Alohashirt

## B
Hiram Bingham

## C
James Cook - Marianne Cope

## D
Pater Damiaan - Deep-ocean Assessment and Reporting of Tsunamis - Diamond Head - Don Ho

## F
French Frigate Shoals

## G
Gardner Pinnacles - Gele zeilvindoktersvis - Gemini-observatorium

## H
Hakalau Forest National Wildlife Refuge - Haleakala - Hawaï - Hawaï (eiland) - Hawaïaans - Hawaiian Airlines - Hawaïaanse eilanden - Hawaïaanse keuken - Hawaïaanse monniksrob - Hawaiiaanse grijze vleermuis - Hawaiikraai - Hilo - Hilo International Airport - Honolulu - Honolulu Botanical Gardens - Honolulu International Airport - Hooggerechtshof van Hawaï - Ho'oponopono - Hualalai - Hula

## I
Indische griend - Daniel Inouye - Iolanipaleis - Ironman Hawaï - Israel Kamakawiwo'ole

## J
Jake Shimabukuro

## K
Kaahumanu - Duke Kahanamoku - Kahoolawe - Kahului Airport - Kalakaua - Kalaupapa - Kalaupapa Airport - Kahili - Kamaʻehuakanaloa - Kauai - Kamehameha I - Kamehameha IV van Hawaï - Keck-observatorium - Nicole Kidman - Kilauea - Kohala - Konakoffie - Kona International Airport - Konishiki Yasokichi - Koninkrijk Hawaï - Koʻolau Range- Kupua - Kure Atol

## L
Lama (plant) - Lanai - Laysan - Lei (Hawaï) - Lihue Airport - Lijst van county's in Hawaï - Lijst van rivieren in Hawaï - Liliuokalani - Lilo & Stitch - Linda Lingle - Charles Lindbergh - Lisianski - Lunalilo

## M
Maro Rif - Māui - Maui - Mauna Kea - Mauna Kea-observatorium - Mauna Loa - Glenn Medeiros - Bette Midler - Midway Atol - Molokai - Molokai Airport - Ronald Moon - Mount Waiʻaleʻale - Morrnah Simeona

## N
Nakalele Point - Nationaal park Hawaii Volcanoes - Nationaal park Haleakala - Necker - Néne - Nihoa - Niihau - Nysius wekiuicola

## O
Oahu - Barack Obama - Ohia ha - Timothy Olyphant

## P
Pacific Tsunami Warning Center - Papahānaumokuākea - Passiflora tarminiana - Pearl en Hermes Atol - Pearl Harbor (marinebasis) - Pele (godin) - Puloulou

## R
Republiek Hawaï - Syngman Rhee - Ridderorden in Hawaï

## S
Nicole Scherzinger - Shannyn Sossamon - Stille Oceaan - Subaru-telescoop

## T
Theridion grallator - Thirty Meter Telescope

## U
Ukulele

## V
Vanessa tameamea - Victoria Ka‘iulani

## W
Waikiki - William Myron Keck observatorium - Wo Hing Society Hall

## X
Zhang Xueliang